# Флорес (кантон)
Флорес (исп. Flores) — кантон в провинции Эредия Коста-Рики.

## География
Находится на юго-западе провинции. Это самый маленький по площади кантон Коста-Рики. Административный центр — Сан-Хоакин.

## Округа
Кантон разделён на 3 округа:
1. Сан-Хоакин
2. Баррантес (Сан-Лоренсо)
3. Льоренте